# Thaumatoptila
Thaumatoptila là một chi bướm đêm thuộc họ Tortricidae.

## Các loài
- Thaumatoptila verrucosa Diakonoff, 1984